# استیون کلیبری
استیون کلیبری (انگلیسی: Stephen Cleobury؛ ‏ ‎/ˈkliːbəri/‎ KLEE-bər-ee؛ ‏ ۳۱ دسامبر ۱۹۴۸ – ۲۲ نوامبر ۲۰۱۹) موسیقی‌دان، رهبر گروه موسیقی و کُر و نوازندهٔ ارگ اهل بریتانیا بود.
وی بابت مشارکت‌های هنری‌اش برندهٔ جوایزی همچون نشان امپراتوری بریتانیا و نشان شوالیه شده‌است.